# Olympische Sommerspiele 1980/Leichtathletik – 100 m (Frauen)

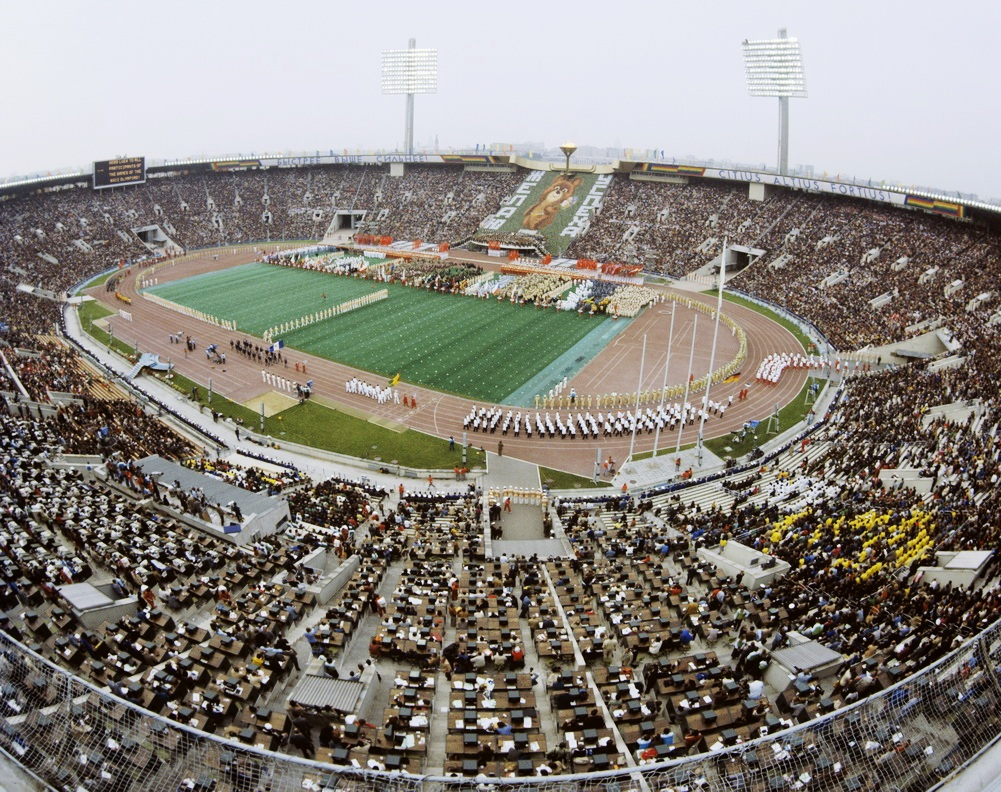
Das Luschniki-Stadion während der Eröffnungsfeier dieser Spiele

Der 100-Meter-Lauf der Frauen bei den Olympischen Spielen 1980 in Moskau wurde am 25. und 26. Juli 1980 im Olympiastadion Luschniki ausgetragen. Vierzig Athletinnen nahmen teil.
Olympiasiegerin wurde Ljudmila Kondratjewa aus der Sowjetunion. Sie gewann vor den beiden DDR-Athletinnen Marlies Göhr, frühere Marlies Oelsner und Ingrid Auerswald, frühere ingrid Brestrich.
Neben den beiden Medaillengewinnerinnen startete für die DDR zudem Romy Müller. Auch sie erreichte das Finale und wurde Fünfte.

Die Schweizerin Brigitte Senglaub schied im Viertelfinale aus.

Läuferinnen aus Österreich und Liechtenstein nahmen nicht teil. Athletinnen aus der Bundesrepublik Deutschland waren wegen des Olympiaboykotts ebenfalls nicht dabei.

## Bestehende Rekorde
| Weltrekord         | 10,88 s | Marlies Göhr ( DDR)                | Dresden, DDR (heute Deutschland) | 1. Juli 1977  |
| Olympischer Rekord | 11,01 s | Annegret Richter ( BR Deutschland) | Halbfinale OS Montreal, Kanada   | 25. Juli 1976 |

Der bestehende olympische Rekord wurde bei diesen Spielen nicht erreicht. Die schnellste Zeit erzielte die sowjetische Olympiasiegerin Ljudmila Kondratjewa mit 11,06 s im Viertelfinale am 25. Juli (Rückenwind: 0,60 m/s) sowie im Finale am 26. Juli (Rückenwind: 0,99 m/s). Damit blieb sie fünf Hundertstelsekunden über dem Olympia- und achtzehn Hundertstelsekunden über dem Weltrekord.

## Durchführung des Wettbewerbs
Die Athletinnen traten am 25. Juli zu fünf Vorläufen an. Die jeweils vier Laufbesten – hellblau unterlegt – sowie die nachfolgend vier Zeitschnellsten – hellgrün unterlegt – kamen ins Viertelfinale am selben Tag. Dort qualifizierten sich die jeweils fünf Laufbesten – wiederum hellblau unterlegt – sowie die nachfolgend Zeitschnellste – hellgrün unterlegt – für das Halbfinale am 26. Juli. Aus den beiden Vorentscheidungen erreichten die jeweils vier Laufbesten – hellblau unterlegt – das Finale, das am selben Tag stattfand.

## Zeitplan
25. Juli, 11:00 Uhr: Vorläufe

25. Juli, 18:50 Uhr: Viertelfinale

26. Juli, 17:50 Uhr: Halbfinale

26. Juli, 19.40 Uhr: Finale
Anmerkung:
Alle Zeiten sind in Ortszeit Moskau (UTC+3) angegeben.

## Vorrunde
Datum: 25. Juli 1980, ab 11:00 Uhr

### Vorlauf 1
Wind: +0,06 m/s

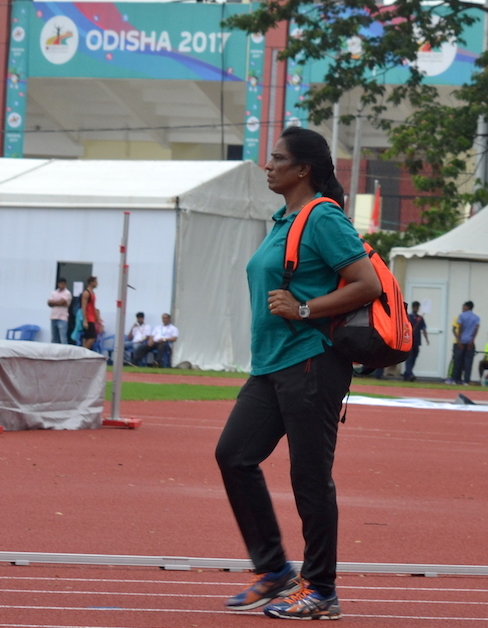
Pilavullakandi Thekkeparambil Usha – ausgeschieden als Sechste des ersten Vorlaufs

Einen Tag nach ihrem Läuferkollegen Marc Larose folgte Bessey de Létourdie als erste Leichtathletin der Seychellen, die bei Olympischen Spielen an den Start ging.
| Platz | Name                               | Nation     | Zeit    |
| ----- | ---------------------------------- | ---------- | ------- |
| 1     | Ingrid Auerswald                   | DDR        | 11,32 s |
| 2     | Chantal Réga                       | Frankreich | 11,53 s |
| 3     | Rosie Allwood                      | Jamaika    | 11,68 s |
| 4     | Brigitte Senglaub                  | Schweiz    | 11,69 s |
| 5     | Helinä Laihorinne                  | Finnland   | 11,70 s |
| 6     | Pilavullakandi Thekkeparambil Usha | Indien     | 12,27 s |
| 7     | Bessey de Létourdie                | Seychellen | 13,04 s |
| DSQ   | Elżbieta Stachurska                | Polen      |         |

### Vorlauf 2
Wind: +0,60 m/s
| Platz | Name           | Nation         | Zeit    |
| ----- | -------------- | -------------- | ------- |
| 1     | Romy Müller    | DDR            | 11,41 s |
| 2     | Denise Boyd    | Australien     | 11,56 s |
| 3     | Sonia Lannaman | Großbritannien | 11,58 s |
| 4     | Marisa Masullo | Italien        | 11,77 s |
| 5     | Leleith Hodges | Jamaika        | 11,79 s |
| 6     | Marième Boye   | Senegal        | 12,42 s |
| 7     | Edwige Bancole | Benin          | 13,19 s |
| 8     | Seuth Khampa   | Laos           | 14,62 s |

### Vorlauf 3

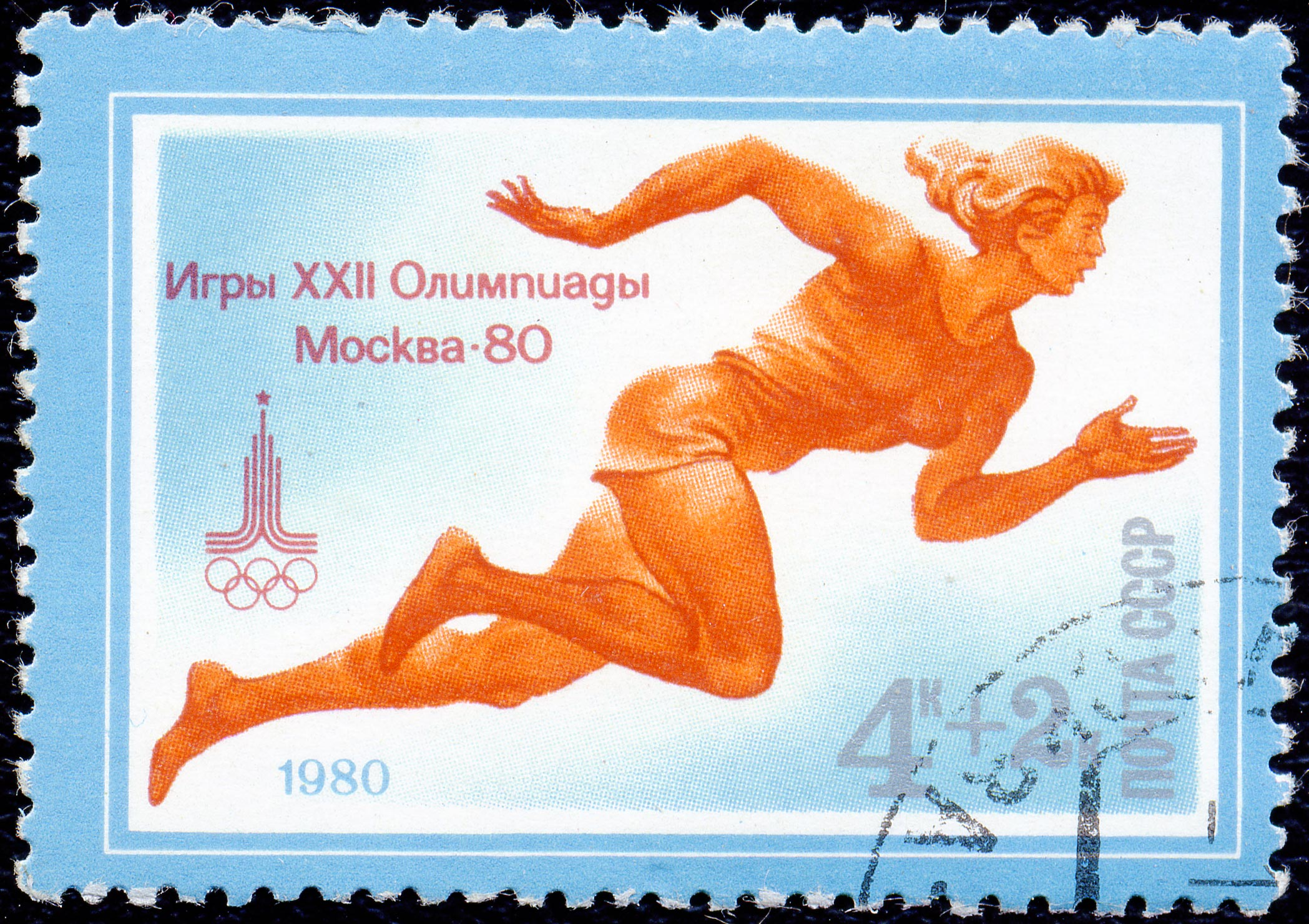
Sprint der Frauen,
dargestellt auf einer Briefmarke

Wind: +1,92 m/s
| Platz | Name                  | Nation       | Zeit    |
| ----- | --------------------- | ------------ | ------- |
| 1     | Marlies Göhr          | DDR          | 11,41 s |
| 2     | Wera Anissimowa       | Sowjetunion  | 11,53 s |
| 3     | Marija Schischkowa    | Bulgarien    | 11,57 s |
| 4     | Els Vader             | Niederlande  | 11,61 s |
| 5     | Oguzoeme Nsenu        | Nigeria      | 11,72 s |
| 6     | Françoise Damado      | Senegal      | 12,16 s |
| 7     | Mosi Alli             | Tansania     | 12,19 s |
| 8     | Eugenia Osho-Williams | Sierra Leone | 12,95 s |

### Vorlauf 4
Wind: +1,00 m/s
| Platz | Name                 | Nation         | Zeit    |
| ----- | -------------------- | -------------- | ------- |
| 1     | Ljudmila Kondratjewa | Sowjetunion    | 11,13 s |
| 2     | Linda Haglund        | Schweden       | 11,37 s |
| 3     | Heather Hunte        | Großbritannien | 11,40 s |
| 4     | Emma Sulter          | Frankreich     | 11,56 s |
| 5     | Rufina Ubah          | Nigeria        | 11,75 s |
| 6     | Jennifer Inniss      | Guyana         | 11,79 s |
| 7     | Estella Meheux       | Sierra Leone   | 13,22 s |
| 8     | Trần Thanh Vân       | Vietnam        | 13,23 s |

### Vorlauf 5
Wind: +0,18 m/s
| Platz | Name              | Nation         | Zeit    |
| ----- | ----------------- | -------------- | ------- |
| 1     | Sofka Popowa      | Bulgarien      | 11,35 s |
| 2     | Kathryn Smallwood | Großbritannien | 11,37 s |
| 3     | Natalja Botschina | Sowjetunion    | 11,38 s |
| 4     | Laureen Beckles   | Frankreich     | 11,59 s |
| 5     | Debbie Wells      | Australien     | 11,72 s |
| 6     | Nzaeli Kyomo      | Tansania       | 11,77 s |
| 7     | Carmela Bolivár   | Peru           | 12,07 s |
| 8     | Ruth Enang Mesode | Kamerun        | 12,40 s |

## Viertelfinale
Datum: 25. Juli 1980, ab 18:50 Uhr

### Lauf 1

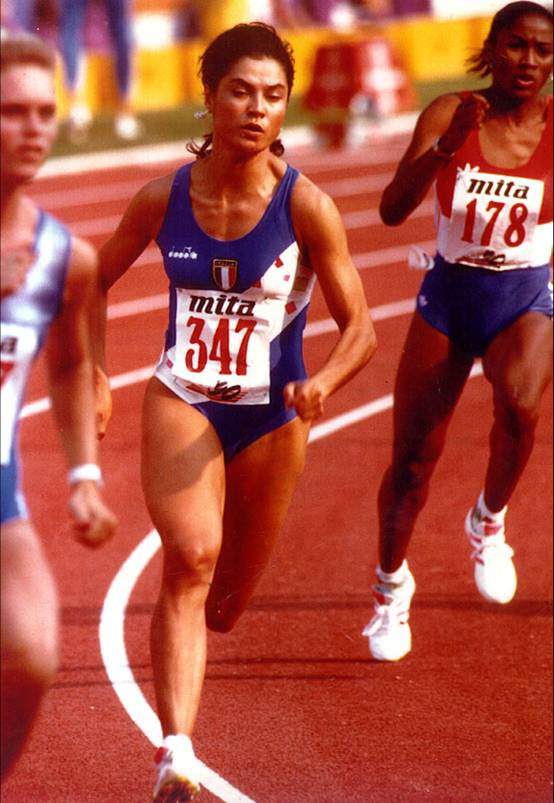
Marisa Masullo – ausgeschieden als Achte des ersten Viertelfinals

Wind: +0,60 m/s
| Platz | Name                 | Nation         | Zeit    |
| ----- | -------------------- | -------------- | ------- |
| 1     | Ljudmila Kondratjewa | Sowjetunion    | 11,06 s |
| 2     | Romy Müller          | DDR            | 11,09 s |
| 3     | Heather Hunte        | Großbritannien | 11,25 s |
| 4     | Denise Boyd          | Australien     | 11,35 s |
| 5     | Marija Schischkowa   | Bulgarien      | 11,47 s |
| 6     | Emma Sulter          | Frankreich     | 11,48 s |
| 7     | Brigitte Senglaub    | Schweiz        | 11,56 s |
| 8     | Marisa Masullo       | Italien        | 11,57 s |

### Lauf 2
Wind: +0,96 m/s
| Platz | Name              | Nation         | Zeit    |
| ----- | ----------------- | -------------- | ------- |
| 1     | Marlies Göhr      | DDR            | 11,12 s |
| 2     | Kathryn Smallwood | Großbritannien | 11,24 s |
| 3     | Natalja Botschina | Sowjetunion    | 11,30 s |
| 4     | Sofka Popowa      | Bulgarien      | 11,42 s |
| 5     | Laureen Beckles   | Frankreich     | 11,54 s |
| 6     | Oguzoeme Nsenu    | Nigeria        | 11,55 s |
| 7     | Debbie Wells      | Australien     | 11,66 s |
| 8     | Rosie Allwood     | Jamaika        | 11,69 s |

### Lauf 3

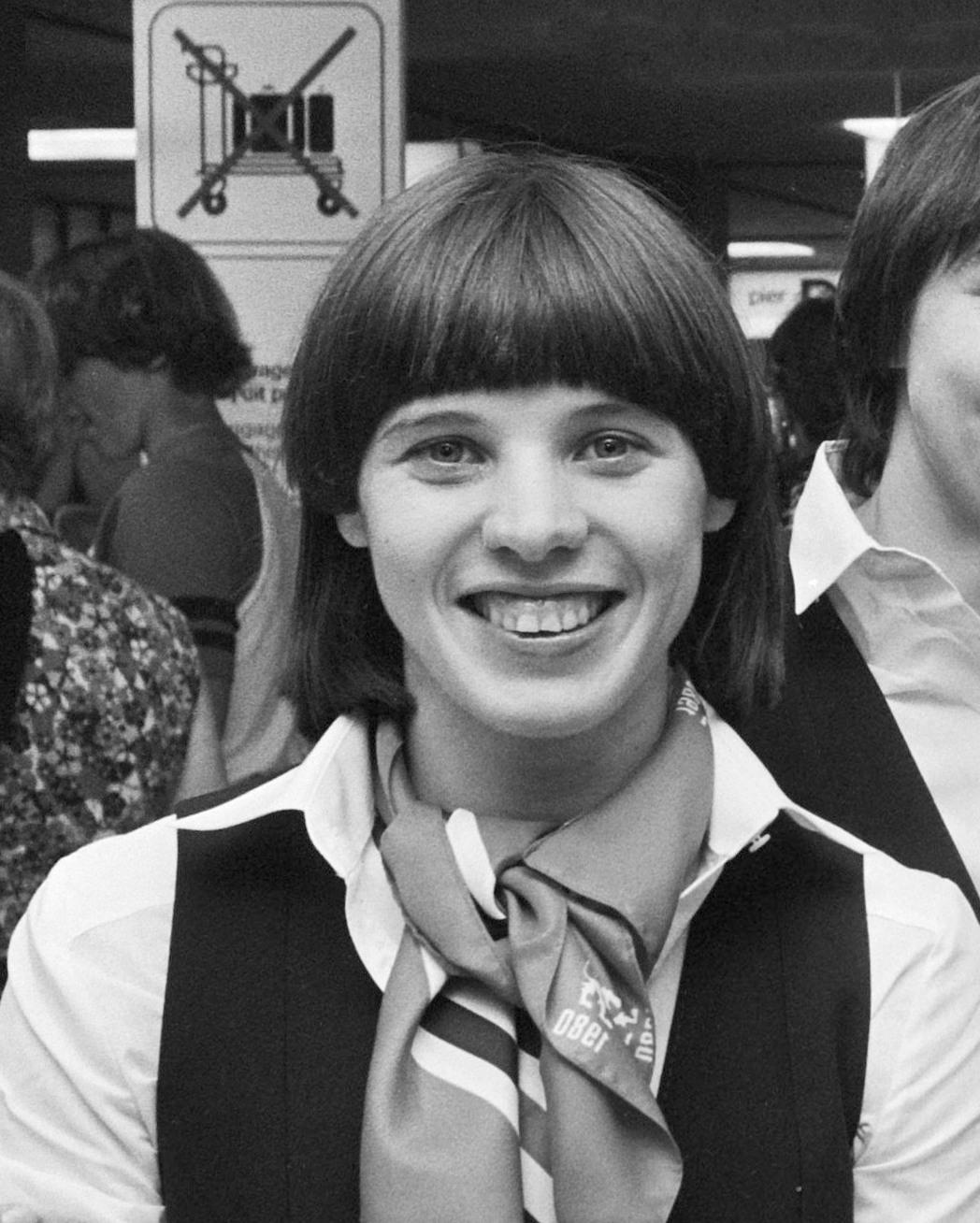
Els Vader erreichte im dritten Viertelfinale nicht das Ziel

Wind: +0,39 m/s
| Platz | Name              | Nation         | Zeit    |
| ----- | ----------------- | -------------- | ------- |
| 1     | Ingrid Auerswald  | DDR            | 11,12 s |
| 2     | Sonia Lannaman    | Großbritannien | 11,20 s |
| 3     | Linda Haglund     | Schweden       | 11,31 s |
| 4     | Wera Anissimowa   | Sowjetunion    | 11,33 s |
| 5     | Chantal Réga      | Frankreich     | 11,40 s |
| 6     | Rufina Ubah       | Nigeria        | 11,60 s |
| DNF   | Helinä Laihorinne | Finnland       |         |
| DNF   | Els Vader         | Niederlande    |         |

## Halbfinale
Datum: 26. Juli 1980, ab 17:50 Uhr

### Lauf 1
Wind: +0,82 m/s
| Platz | Name               | Nation         | Zeit    |
| ----- | ------------------ | -------------- | ------- |
| 1     | Romy Müller        | DDR            | 11,22 s |
| 2     | Ingrid Auerswald   | DDR            | 11,27 s |
| 3     | Kathryn Smallwood  | Großbritannien | 11,30 s |
| 4     | Heather Hunte      | Großbritannien | 11,36 s |
| 5     | Wera Anissimowa    | Sowjetunion    | 11,51 s |
| 6     | Emma Sulter        | Frankreich     | 11,63 s |
| 7     | Marija Schischkowa | Bulgarien      | 11,65 s |
| 8     | Laureen Beckles    | Frankreich     | 11,70 s |

### Lauf 2
Wind: +0,45 m/s
| Platz | Name                 | Nation         | Zeit    |
| ----- | -------------------- | -------------- | ------- |
| 1     | Ljudmila Kondratjewa | Sowjetunion    | 11,11 s |
| 2     | Marlies Göhr         | DDR            | 11,18 s |
| 3     | Linda Haglund        | Schweden       | 11,36 s |
| 4     | Chantal Réga         | Frankreich     | 11,36 s |
| 5     | Sonia Lannaman       | Großbritannien | 11,38 s |
| 6     | Natalja Botschina    | Sowjetunion    | 11,38 s |
| 7     | Sofka Popowa         | Bulgarien      | 11,40 s |
| 8     | Denise Boyd          | Australien     | 11,44 s |

## Finale

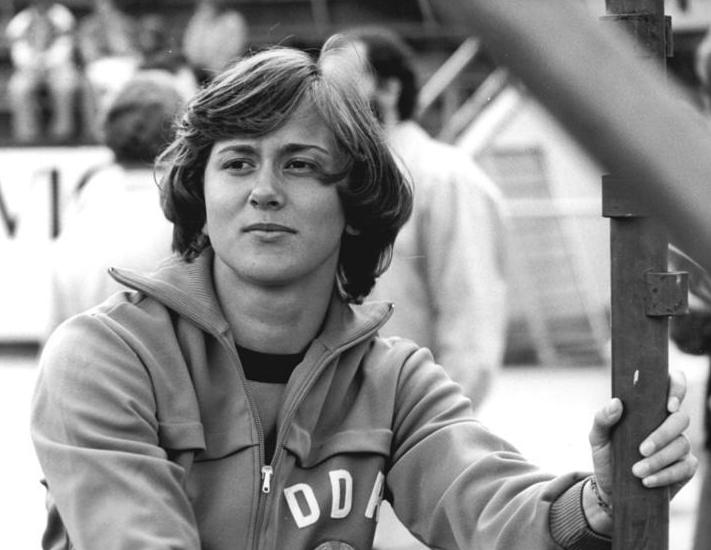
Die eigentliche Favoritin, Weltrekordinhaberin Marlies Göhr, verpasste als Silbermedaillengewinnerin den Olympiasieg nur um eine Hundertstelsekunde

Datum: 26. Juli 1980, 19:40 Uhr
Wind: +0,99 m/s
| Platz | Name                 | Nation         | Zeit    |
| ----- | -------------------- | -------------- | ------- |
| 1     | Ljudmila Kondratjewa | Sowjetunion    | 11,06 s |
| 2     | Marlies Göhr         | DDR            | 11,07 s |
| 3     | Ingrid Auerswald     | DDR            | 11,14 s |
| 4     | Linda Haglund        | Schweden       | 11,16 s |
| 5     | Romy Müller          | DDR            | 11,16 s |
| 6     | Kathryn Smallwood    | Großbritannien | 11,28 s |
| 7     | Chantal Réga         | Frankreich     | 11,32 s |
| 8     | Heather Hunte        | Großbritannien | 11,34 s |

Wegen des Olympiaboykotts konnte die US-Athletin Evelyn Ashford, Führende der Weltjahresbestenliste, nicht teilnehmen. Als klare Favoritin galt daher die Weltrekordlerin Marlies Göhr aus der DDR. Weitere Medaillenkandidatinnen waren die Schwedin Linda Haglund, Vizeeuropameisterin von 1978, die EM-Sechste Ljudmila Kondratjewa, UdSSR, sowie Göhrs Teamkolleginnen Ingrid Auerswald und Romy Müller.
Im Finale kam Göhr nicht gut aus ihrem Startblock. Am schnellsten startete Kondratjewa, die auch bei Streckenhälfte knapp vorne lag. Dahinter folgte Haglund, Dritte war Auerswald. Aber Göhr holte mit jedem Schritt auf und kurz vor dem Ziel sah es fast so aus, als ob sie Kondratjewa noch abfangen könnte. Doch Ljudmila Kondratjewa blieb mit einem Vorsprung von einer Hundertstelsekunde auch im Ziel hauchdünn vorne und wurde überraschend Olympiasiegerin vor Marlies Göhr. Auch hinter diesen beiden ging es sehr eng zu. Ingrid Auerswald gewann die Bronzemedaille mit zwei Hundertstelsekunden vor Linda Haglund und der zeitgleichen Romy Müller. Trotz guter Bedingungen wurde Annegret Richters olympischer Rekord von Montreal aus dem Jahr 1976 nicht ganz erreicht.
Ljudmila Kondratjewa war die erste sowjetische Olympiasiegerin über 100 Meter der Frauen.

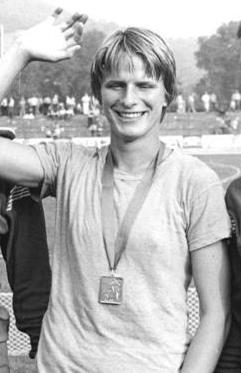
Bronzemedaillengewinnerin Ingrid Auerswald
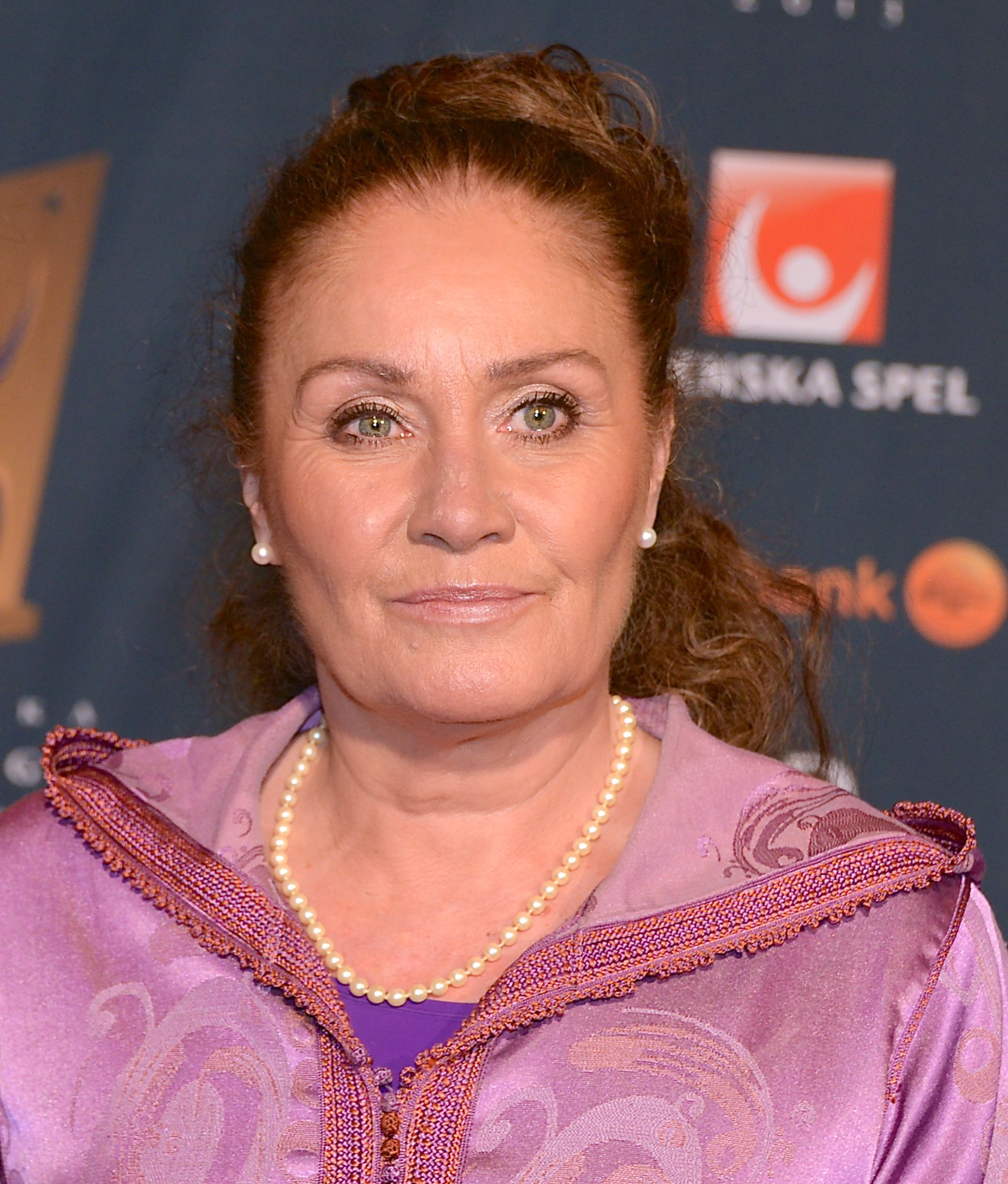
Linda Haglund (hier im Jahr 2013) erreichte Platz vier
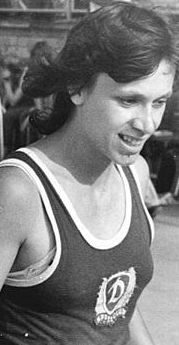
Die fünftplatzierte Romy Müller

## Videolinks
- 1980 Moscow Olympics 100m women, youtube.com, abgerufen am 1. November 2021
- 1980 Moscow Olympic Games Women's 100m, youtube.com, abgerufen am 1. November 2021